# Хосе Луандо
Хосе Луандо-і-Діес (ісп. José Luyando y Díez; 22 червня 1773 — 5 лютого 1835) — іспанський політик, виконував обов'язки державного секретаря Іспанії після відновлення на іспанському престолі Фернандо VII.